# Isla de San Clemente
La Isla de San Clemente (Illa de San Clemente, Illa de San Cremenzo, Illa do Santo do Mar) es una isla española de la provincia de Pontevedra situada en la parroquia de Ardán del municipio de Marín. Es una isleta de 1.4 hectáreas muy próxima a la costa, con la que llega a unirse en las grandes bajamares mediante un tómbolo arenoso; el resto de la isla está rodeado de arrecife. Está cubierta de pradera y cuenta con un par de pinos de buen porte. Existen las ruinas de la ermita de San Clemente, en la que antiguamente se celebraba una concurrida romería. Dicha ermita fue cantada en la Edad Media por el trovador gallego Nuno Treez, que nos dejó esta sentida cantiga de amigo:

[...]
San Clemenço do Mar,
se mi d'el non vingar,
non dormirei,
San Clemenço señor.
Se vingada fôr,
non dormirei.
Se mi d'el non vingar,
do fals' e desleal,
non dormirei.
Se vingada non fôr
do fals'e traedor
non dormirei.
[...]

Nuno Treez

- Datos: Q3399022
- Multimedia: Santo do Mar island / Q3399022